# Андерс Линегор
Андерс Росенкранц Линегор (на датски Anders Rosenkrantz Lindegaard) (роден на 13 април 1984) е датски футболист, вратар, играч на Бърнли.

## Клубна кариера
Кариерата на Линегор започва в Оденсе Болдклуб. Той прави дебют си в турнирите на УЕФА на 30 юли 2009 г., при победата с 4:3 над „Работнички“ (Ниш)  През по-голямата част от времето си в „Оденсе“, той е държан като резерва на Арек Онушко, и е даден два пъти под наем – в Колдинг ФК и ФК Олесунс, към който по-късно се присъединява за постоянно. Когато Онушко е освободен от „Оденсе“ през юни 2009 г., Линегор е взет за негов заместник. Пристигането обаче на Рой Каръл в „Оденсе“, два месеца по-късно, го принуждава да се върне в Олесунс.